# 法比奥·維塔約利
法比奥·維塔約利（義大利語：Fabio Vitaioli；1984年4月5日—）是一位聖馬力諾足球運動員。在場上的位置是後衛。他現在效力於聖馬力諾國家足球錦標賽球隊梅拿達體育會。他也代表聖馬力諾國家足球隊參賽。